# 10321 Рампо
10321 Рампо (10321 Rampo) — астероїд головного поясу, відкритий 26 жовтня 1990 року.
Тіссеранів параметр щодо Юпітера — 3,559.
Названо на честь Рампо (яп. らんぽ(乱歩) рампо).